# Tropojë distrikt
Tropojas distrikt (albanska: Rrethi i Tropojës) var ett av Albaniens 36 distrikt. Det hade ett invånarantal på 28 000 och en area av 1 043 km². Det är beläget i norra Albanien, och dess centralort var Bajram Curri. Andra städer i distriktet var Valbona och Tropoja.
Orter i Tropoja:

- Zherkë
- Vlad
- Viçidol
- Tropojë
- Komuna e Tropojës
- Shumicë-Ahmataj
- Shoshan
- Pac
- Myhejan
- Markaj
- Komuna e Margegaje
- Komuna e Llugajt
- Kërrnajë
- Hoxhaj*
- Buçaj
- Begaj
- Bajram Curri
- Çorraj
- Demaliaj*
- Sinanaj*
- Gosturan*
- Kortoçaj
- Koçanaj
- Shkolla e Margegaja*
- Ara e Rexhep Mals*
- Ura e Baram Uks*
- Spitali i Pacit*
- Komuna e Fierzës
- Fierzë

Not: * Om de har relevans under utredning.